# Acolhuas

La capitale acolhua, Texcoco, et la vallée de Mexico (vers 1519).

Les Acolhuas étaient un peuple de Mésoamérique qui s'installa tardivement dans la vallée de Mexico, à Texcoco, au début du XIIIe siècle.
Leur culture était proche de celle des Aztèques, des Tépanèques, des Chalcas, des Xochimilcas et d'autres peuples mésoaméricains, cependant la famille régnante des Acolhuas descendait probablement des locuteurs otomis et non des locuteurs nahuatl. C'est le dirigeant (tlatoani) Techotlalatzin qui décréta que le nahuatl serait parlé à Texcoco.
Sous le règne du petit-fils de Techotlalatzin, Nezahualcoyotl, les Acolhuas s'allièrent avec les Mexicas (Aztèques) dans ce qui allait devenir la Triple alliance aztèque, pour s'opposer aux Tépanèques du tlatoani Maxtla. La capitale acolhua, Texcoco, se développa au cours du XVe siècle et atteignit son apogée au début du XVIe siècle en devenant, sous les règnes éclairés de Nezahualcoyotl et de son fils Nezahualpilli, un centre culturel de première importance au sein de l'empire aztèque.
On connaît mal les productions précoloniales, mais on dispose cependant d'un certain nombre de codex acolhuas qui datent du XVIe et du XVIIe siècles, avec souvent une influence occidentale, voire avec une recomposition de l'histoire et une transculturation,,, comme par le chroniqueur Alva Ixtlilxochitl, ou le propriétaire terrien et chroniqueur d'origine métisse hispano-acolhua Juan Bautista Pomar. Certains comportent des récits picturaux sous forme de cartographies,. Il en ressort également que les Acolhuas étaient notamment de très bons géomètres.
Les Acolhuas développent des tlaxilacalli, structures de peuplement à la fois spatiales, sociales et dynastiques.
Les Acolhuas subissent un massacre de la part des troupes de conquistadores d'Hernán Cortès, en 1521, à la suite de leur capture de prisonniers espagnols et de ressortissants d'autres groupes (Tainos, Tlaxcaltèques, Mayas, Zambos, etc.), qu'ils avaient tués en offrande à leur divinités, avec des actes d'anthropophagie.